# Asociere (psihologie)
Asocierea în psihologie se referă la o conexiune mentală între concepte, evenimente sau stări mentale, care provine de obicei de pe urma unor experiențe specifice. Asocierile au făcut obiectul cercetărilor mai multor școli de gândire în psihologie, inclusiv behaviorismul, asociaționismul, psihanaliza, psihologia socială și structuralismul. Ideea provine de la Platon și Aristotel, legată în special de o succesiune de amintiri, și a fost dezvoltată de filosofi precum John Locke, David Hume, David Hartley și James Mill. Ea își găsește locul în psihologia modernă în procese specifice cum ar fi memoria, învățarea și studiul căilor neuronale.

## Asocieri învățate
Învățarea asociativă este atunci când un subiect creează o relație între stimuli sau între comportament și stimul. Acest perspectivă asupra procesului de învățare presupune că realizarea asocierilor constituie baza învățării. Acest tip de învățare este văzut în clasică și condiționarea operantă. 

### Legea efectului
Edward Thorndike a făcut cercetări în acest domeniu și a dezvoltat legea efectului, în care asocierile între stimul și răspuns sunt afectate de consecința răspunsului. De exemplu, puterea și/sau frecvența comportamentelor crește atunci când acestea erau urmate de o recompensă. Acest lucru se produce din cauza unei asocieri între un comportament și o reprezentare mentală a recompensei (cum ar fi un produs alimentar). În schimb, o consecință negativă reduce frecvența comportamentului din cauza asocierii negative. Un exemplu în acest sens ar fi un șobolan într-o cușcă cu o manetă. Dacă apăsarea manetei determină introducerea de hrană prin perete, șobolanul va învăța să apese maneta pentru a primi mâncare. Dacă apăsarea manetei determină un șoc electric pe podeaua cuștii, șobolanul va învăța să evite apăsarea manetei.

### Condiționarea clasică
Condiționarea clasică este un exemplu de asociere învățată. Procesul de condiționare clasică constă din patru elemente: stimul necondiționat (UCS), răspuns necondiționat (UCR), stimul condiționat (CS) și răspuns condiționat (RC).
Fără condiționat, există deja o relație între stimulul necondiționat și răspunsul necondiționat. Atunci când un al doilea stimul este asociat cu stimulul necondiționat, răspunsul devine asociat cu ambii stimuli. Stimulul secundar este cunoscut sub numele de stimul condiționat și provoacă un răspuns condiționat.

### Starea de spirit
Watson i-a prezentat un iepure alb și pufos unui copil și a creat o legătură între iepure și un zgomot puternic. Această experiență l-a făcut pe Micul Albert să asocieze iepurele cu un sentiment de frică.